# HD 172051
HD 172051 är en ensam stjärna belägen i den norra delen av stjärnbilden Skytten. Den har en skenbar magnitud av ca 5,85 och är svagt synlig för blotta ögat där ljusföroreningar ej förekommer. Baserat på parallax enligt Gaia Data Release 2 på ca 76,6 mas, beräknas den befinna sig på ett avstånd på ca 43 ljusår (ca 13 parsek) från solen. Den rör sig bort från solen med en heliocentrisk radialhastighet på ca 37 km/s.

## Egenskaper
HD 172051 är en solliknande gul till vit stjärna i huvudserien av spektralklass G5 V. Den har en massa som är ungefär lika med en solmassa, en radie som är ca 0,9 solradier och har ca 0,8 gånger solens utstrålning av energi från dess fotosfär vid en effektiv temperatur av ca 5 600 K.
På grund av likheten med solen har HD 172051 valts ut som en primär målstjärna för både Terrestrial Planet Finder och Darwinuppdraget, som försöker hitta jordliknande exoplaneter. Under en sökning efter tänkbara bruna dvärgar med hjälp av Haleteleskopet 2004 identifierades två tänkbara följeslagare med en vinkelseparation av 5  respektive 6 bågsekunder. Dessa var dock senare kunnat konstateras vara bakgrundsstjärnor.